# Heilandskirche (Halle)

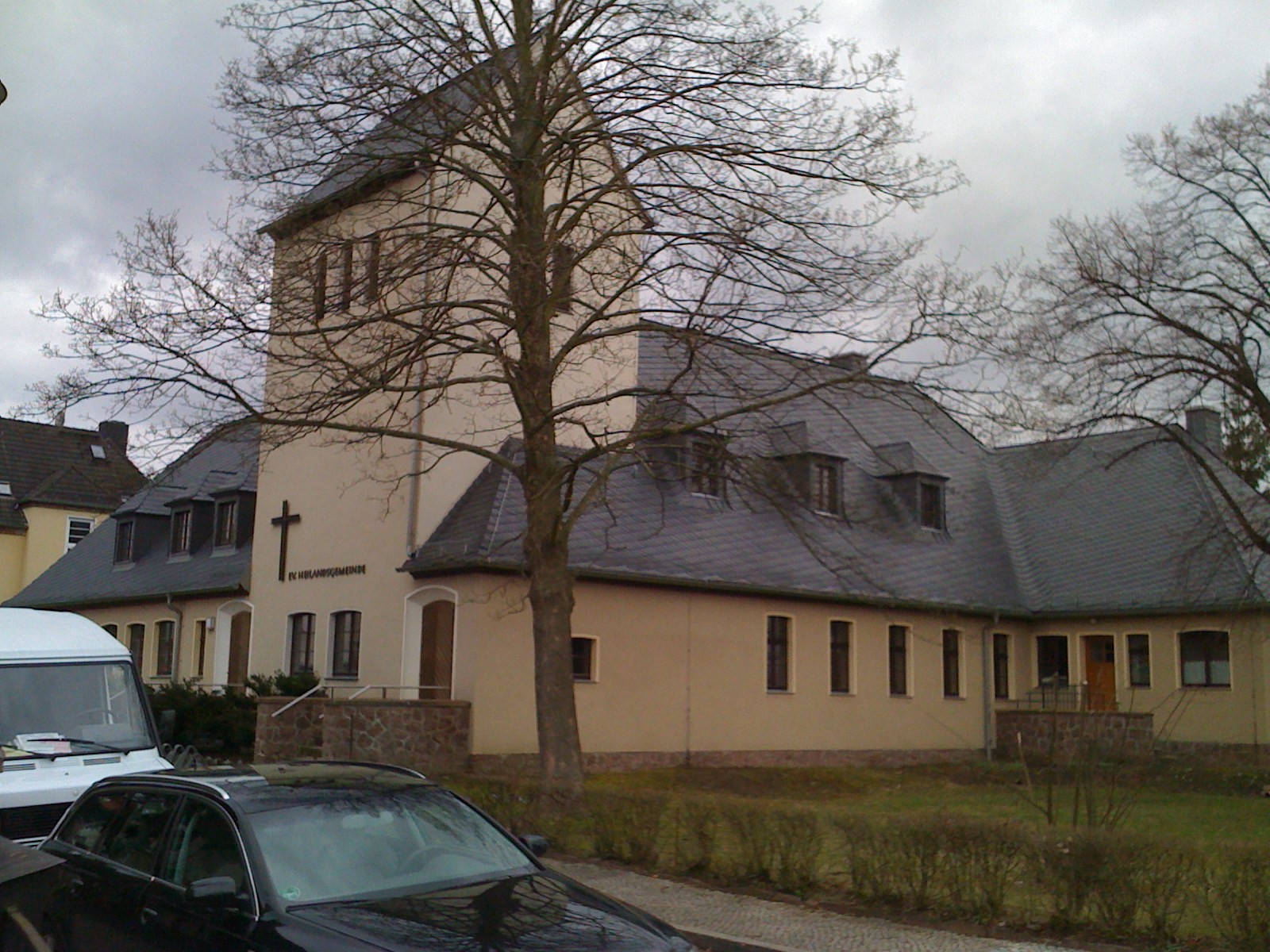
Heilandskirche in Halle (Saale)

Die Heilandskirche im Nordosten der Stadt Halle (Saale) im Stadtteil Frohe Zukunft wurde 1937–1938 von Winfried Wendland errichtet. Sie gilt als typisches Beispiel für den in der nationalsozialistischen Zeit verbreiteten Kleinkirchenbau.
Die Kirche wurde als einfacher Bau mit außen verputzten Wänden und Satteldach angelegt und durch einen Querturm vervollständigt. Das Dach ist tief heruntergezogen. Im Innenraum waren Flügeltüren zur Trennung von Altarraum und Saal vorhanden. So konnte der Saal auch für profane Zwecke der Gemeinde genutzt werden.
Die Heilandskirche besaß ursprünglich einen hohen, nach innen offenen Dachstuhl. Am 14. August 1944 brannte sie während eines Luftangriffs völlig aus. Im Jahr 1951 erfolgte der Wiederaufbau als dreischiffige flachgedeckte Halle.
Die Kirche wurde in enger Kombination mit dem Gemeindehaus errichtet und ist mit ihm hakenförmig verbunden. Die Heilandskirche folgt in ihrem Typus dem romanischer Dorfkirchen der Region.

## Orgel
Die heutige Orgel wurde als Brüstungsorgel 1956 durch die Firma Schuster aus Zittau erbaut. Das Instrument besitzt zwei Manuale und acht Register auf pneumatischen Taschenladen.
| I Hauptwerk    |        |
| Gedackt        | 8′     |
| Prinzipal      | 4′     |
| Mixtur 3-4fach | 1 ⁄3′′ |

| II Oberwerk       |                  |
| Rohrflöte         | 8′               |
| Blockflöte        | 4′               |
| Prinzipal         | 2′               |
| Sesquialter 2fach | 2 ⁄3′′ + 1 3⁄5′′ |

| Pedalwerk |     |
| Subbass   | 16′ |

- Koppeln: I/P, II/P, I/II

## Glocke
Die Kirche verfügte in allen Zeiten nur über eine Glocke, die auch den schweren Brand 1944 überlebte und heute elektrisch gesteuert wieder im Turm hängt. Das Instrument mit 90 cm Durchmesser und ca. 450 kg Gewicht entstand in der Gießerei Schilling in Apolda im Jahr 1937 und erklingt im Nominal a′.